# 우르지체니

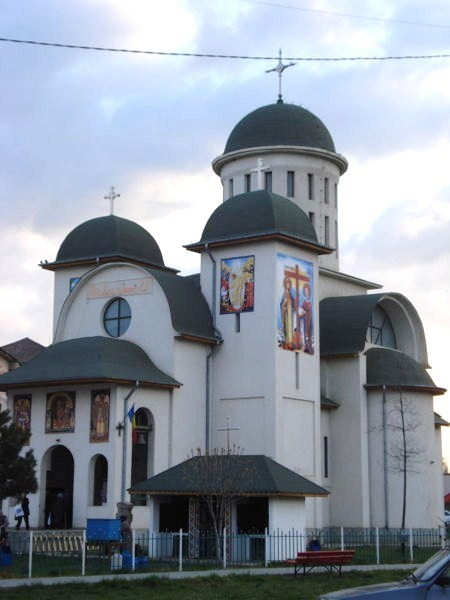
우르지체니 루마니아 정교회 성당

우르지체니(루마니아어: Urziceni)는 루마니아 이알로미차 주에 위치한 도시로, 인구는 17,089명(2002년 기준)이며 부쿠레슈티(루마니아의 수도)에서 북동쪽으로 약 60km 정도 떨어진 곳에 위치한다.

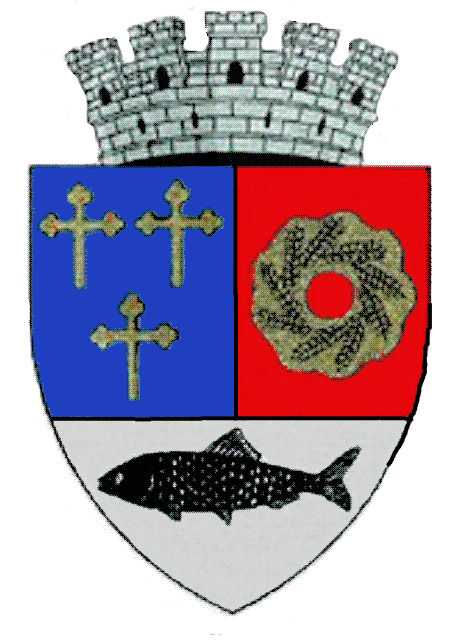
시 문장

## 역사
루마니아 양치기들이 도시를 세웠고 도시 이름은 루마니아어로 "쐐기풀"을 뜻하는 단어인 "우르지처(urzică)"에서 유래된 이름이다. 용감왕 미하이 시대인 1596년 4월 23일에 쓰여진 문서에 처음 등장하며 1716년부터 1833년까지 이알로미차 주의 주도였다. 1831년 시장이 설치되었으며 1895년 시로 승격되었다.

## 인구
| 연도 | 인구  | ±%      |
| ---- | ----- | ------- |
| 1912 | 3,437 | —       |
| 1930 | 8,616 | +150.7% |
| 1948 | 4,425 | −48.6%  |
| 1956 | 6,061 | +37.0%  |
| 1966 | 9,291 | +53.3%  |

| 연도 | 인구   | ±%     |
| ---- | ------ | ------ |
| 1977 | 12,476 | +34.3% |
| 1992 | 19,483 | +56.2% |
| 2002 | 19,088 | −2.0%  |
| 2011 | 14,053 | −26.4% |